# André De Rouck
André Léon ridder De Rouck (Zottegem, 23 oktober 1926 - Gavere, 15 maart 1987) was een Belgische verzetsstrijder, bedrijfsleider en de laatste burgemeester van Dikkelvenne.

## Levensloop

### Familie
André De Rouck was de zoon van Oscar Josef De Rouck, industrieel, en Irma Maria Van Vaerenberg uit Bavegem. Zijn broer was Albert De Rouck.
Vader Oscar was een ijzergieter in Bevegem die in 1932 het pand van de vroegere breigoedfabriek NV "Bonneterie de Flandres" had gekocht. Het bedrijf zou in de daaropvolgende jaren verder uitgebreid worden met een nieuwbouw en het pand van een andere breigoedfabriek "Bonneterie de Sottegem" in 1939. Er werd een gieterij opgetrokken en achter het werkhuis een smeltoven.

### Verzet
André De Rouck werd tijdens de Tweede Wereldoorlog op 17-jarige leeftijd, op 1 januari 1944, lid van de verzetsgroep Belgische Nationale Beweging. Hij werd aangeworven door Charles Van Wambeke uit Velzeke. Zijn taak bestond erin om inlichtingen te verzamelen over het verkeer op de spoorlijn Gent - Aalst in Zottegem en er sabotage te plegen.
Een van de sabotagedaden gebeurde in de nacht van 4 op 5 juli 1944 en was goed voorbereid in samenspraak met andere verzetsgroepen uit de streek. Iedere groep moest een station uit zijn regio zwaar beschadigen met als doel de collaborateurs te ontmoedigen. De Velzeekse groep schakelde een telegraafcentrale uit en beschadigde de spoorwissels in Zottegem. Door de explosie werden de vensters van enkele cafés op het Stationsplein vernield; er raakte niemand gewond. 
De Rouck en Charles Lapaige (20 jaar) werden op 13 augustus 1944 uit hun bed gelicht en gevangen genomen door de SS. Het was een vergeldingsmaatregel dat door de Duitsers werd genomen na de sabotagedaden door de Witte Brigade in Zottegem-station. Beiden werden samen met twee andere gevangenen overgebracht naar de Feldgendarmerie in de Kasteelstraat te Oudenaarde. Daar werden ze vier dagen lang op gruwelijke wijze ondervraagd over hun sabotagedaden. Erna werden ze alle vier overgebracht naar de Gentse gevangenis aan de Nieuwe Wandeling. Maar gezien de geallieerden in een sneltempo oprukten in België, werden alle mannelijke gevangenen, waaronder De Rouck, op 30 augustus 1944 gevoerd met opgeëiste camions uit Gent naar Antwerpen. Daar werden ze daags nadien met andere gevangenen uit Gent en Antwerpen op de trein gezet, en via Roosendaal, Breda, Arnhem, Deventer, en zo verder naar het oosten gebracht om uiteindelijk aan te komen in het concentratiekamp Neuengamme. De reis duurde twee dagen en twee nachten terwijl ze zonder eten, drinken of hygiëne vast zaten.
De Rouck en Lapaige zaten beiden achtereenvolgens in de kampen van Neuengamme, Blumenthal en Bremen "Schutzenhof". Ze overleefden de kampen van september 1944 tot mei 1945, waarna ze bevrijd en overgebracht werden naar het Zweedse Trelleborg voor verzorging. Op 2 mei 1945 vertrokken ze met het vrachtschip Magdalena huiswaarts.
Op 18 mei 1945 schrijft André aan zijn vader Oscar een kaart: "Liefste allen, Ik ben in zeer goede gezondheid hier in Zweden. Ik hoop zo snel mogelijk weer thuis te komen naar u allen waarvan ik ook ten snelste weet wat nieuws verwacht. Vele groeten aan allen, André De Rouck, Skogstorps, Skola, Falkenberg." De kaart deed er bijna een maand over om aan te komen in Zottegem.
Finaal keerden ze dankzij de hulp van de geallieerden terug uit Zweden via Malmö en Kopenhagen op 11 juli 1945. Op donderdag 12 juli 1945 landde ze in een DC3 van de RAF in Evere. Waarnaar ze in Zottegem terug thuis aankwamen op 13 juli 1945. De Rouck en Lapaige waren de laatste overlevende politieke gevangenen en tevens ook de jongste.

### Professioneel
In 1949 werd Belgo-Trico (breifabriek) opgericht door De Rouck langs de Nijverheidsstraat. De fabriek werd gesticht door Octaaf De Visscher (1884-1967), oorlogsburgemeester van Dikkelvenne, en werd door De Rouck van hem overgenomen en verder uitgebreid. Het bedrijf produceerde hoofdzakelijk dames- en herenpulls in Shetlandwol en acrylic. De fabriek werkte destijds met de meest moderne machines en groeide uit tot een van de grootste uit de streek. De truien waren zowel voor de binnenlandse als buitenlandse markt bestemd.
Later in 1963 werd Belgo-Metal (aluminiumfabriek) opgericht door De Rouck en Roland Ghijselinck, ook in de Nijverheidsstraat. Zij verwerkte voornamelijk aluminium tot een afgewerkt product. Het bedrijf had haar eigen studiebureau waarmee het alle mogelijke constructies kon vervaardigen zoals ramen, deuren en borstweringen. Belgo-Metal groeide uit tot een van de belangrijkste aluminiumverwerkende bedrijven van België. Hun realisaties staan verwerkt in grote bouwwerken in binnen- en buitenland.
Drie jaar later, in 1966, werd Belgo-Chroom (metaalfabriek) opgericht door De Rouck en Antoine De Wulf, opnieuw langs de Nijverheidsstraat. Het ontwierp en vervaardigde op een artisanale manier, met een eigen designteam, hedendaagse meubelen. De meubelen werden geproduceerd op basis van verchroomd en verkoperd staal. Hun afzetmarkten lagen in Frankrijk, Zwitserland, de Arabische landen en de Verenigde Staten.
Onder impuls van De Rouck ontwikkelde de nijverheid zich sterk in Dikkelvenne vanaf de jaren 1950 en 1960. Wanneer de sociale toestanden zich verbeteren en stabiliseren, worden er dankzij zijn ondernemingsgeest heel wat arbeiderswoningen in lintbebouwing opgetrokken langs de Nijverheidsstraat en later een sociale woonwijk in de Parklaan.

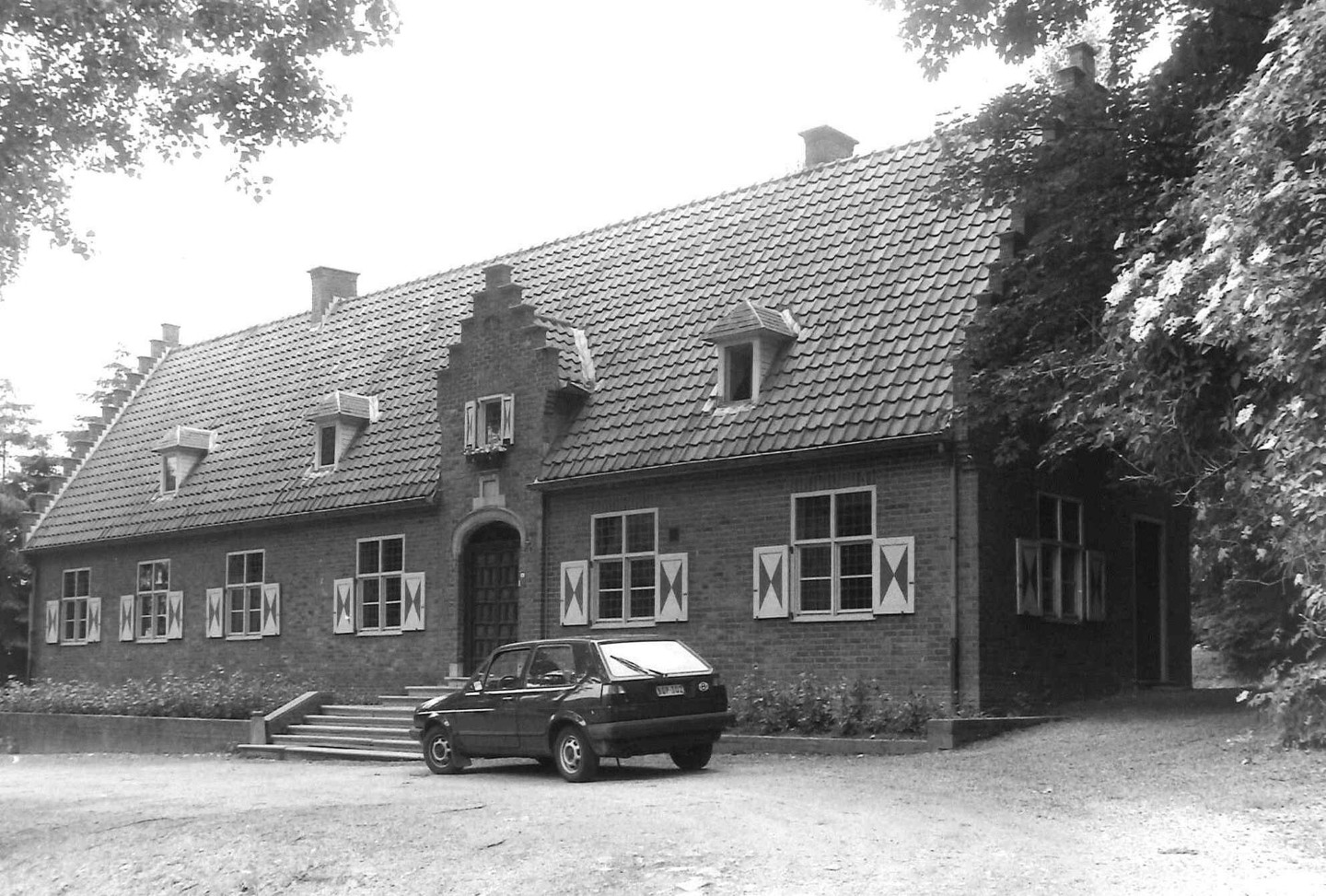
Gemeentehuis Dikkelvenne

### Burgemeester
Van 1965 tot aan de fusie met Gavere in 1977 was De Rouck burgemeester van Dikkelvenne. Hij volgde daarmee Richard Schreyen op die er van 1946 tot 1965 burgemeester was. Erna kreeg hij de titel van ereburgemeester van Dikkelvenne. In 1965 richtte hij nog een nieuw gemeentehuis op (langs de Gemeentehuisstraat 6), wegens de afbraak van het vorige. Dit deed echter maar een tiental jaar dienst tot de fusie met Gavere.

### Sport
In 1966 werd de voetbalclub KSC Dikkelvenne gesticht. Wegens een gebrek aan een terrein stond De Rouck een deel van zijn domein af ten voordele van de club en aanvaarde het voorzitterschap. Hij bouwde er ook een zaal "Sportcentrum" bij met de nodige accommodaties.
Van 1974 tot 1983 vond de jaarlijkse "Jumping van Sinksenhoogdag" plaats op Pinksteren. Dit ging door op het domein van De Rouck en werd een groot succes. Alle opbrengst van die dag ging naar het schilderen van de kerk, herstel van het klooster en de gemeenteschool of de gepensioneerden van Dikkelvenne.
De Rouck was ook medestichter van de Royal Golf Club Oudenaarde in 1971 samen met Lieven Santens, Léon Velge, Marc Santens, Lucien Vanwynsberghe en Francois Batteauw. Tot op heden zijn zijn nazaten verweven met de golfclub en medebestuurder.

## Privé
André De Rouck huwde in Dikkelvenne op 12 augustus 1950 met Christiane Léonie Madeleine Lapouge (Le Lardin-Saint-Lazare 27 mei 1928 - Dikkelvenne 10 december 2022), dochter van Maurice Lapouge en Georgette Van der Schueren. Samen kregen ze drie kinderen; Noëlla (Gent, 24 december 1952 - Gavere, 7 februari 2021), Veronique (1957) en Alain (1959), deze laatste kreeg drie zonen.
Hij was eigenaar van een uitgestrekt domein met een groots landhuis in Dikkelvenne wat gelegen was tussen de huidige Hofkouterstraat en Bossemstraat. Heden loopt de Bronnenweelde dwars door het toenmalig domein waarvan enkel het poortgebouw en de conciërgewoning uit 1970 zijn overgebleven. Het oude fabriekspand van Belgo Metal, wat aanpalend het landhuis stond, is ook gebleven waarin nu lofts huizen. De André De Rouckstraat in Dikkelvenne werd naar hem vernoemd als eerbetoon voor bewezen diensten aan het dorp. De straat ligt ten noorden van zijn toenmalig domein. Verder werd een van de oudst bewaarde (vierkants)hoeven van Dikkelvenne, het Neerhof uit 1684 (langs de Gemeentehuisstraat 8), deskundig gerestaureerd door De Rouck en wordt het tegenwoordig bewoond door zijn nazaten.

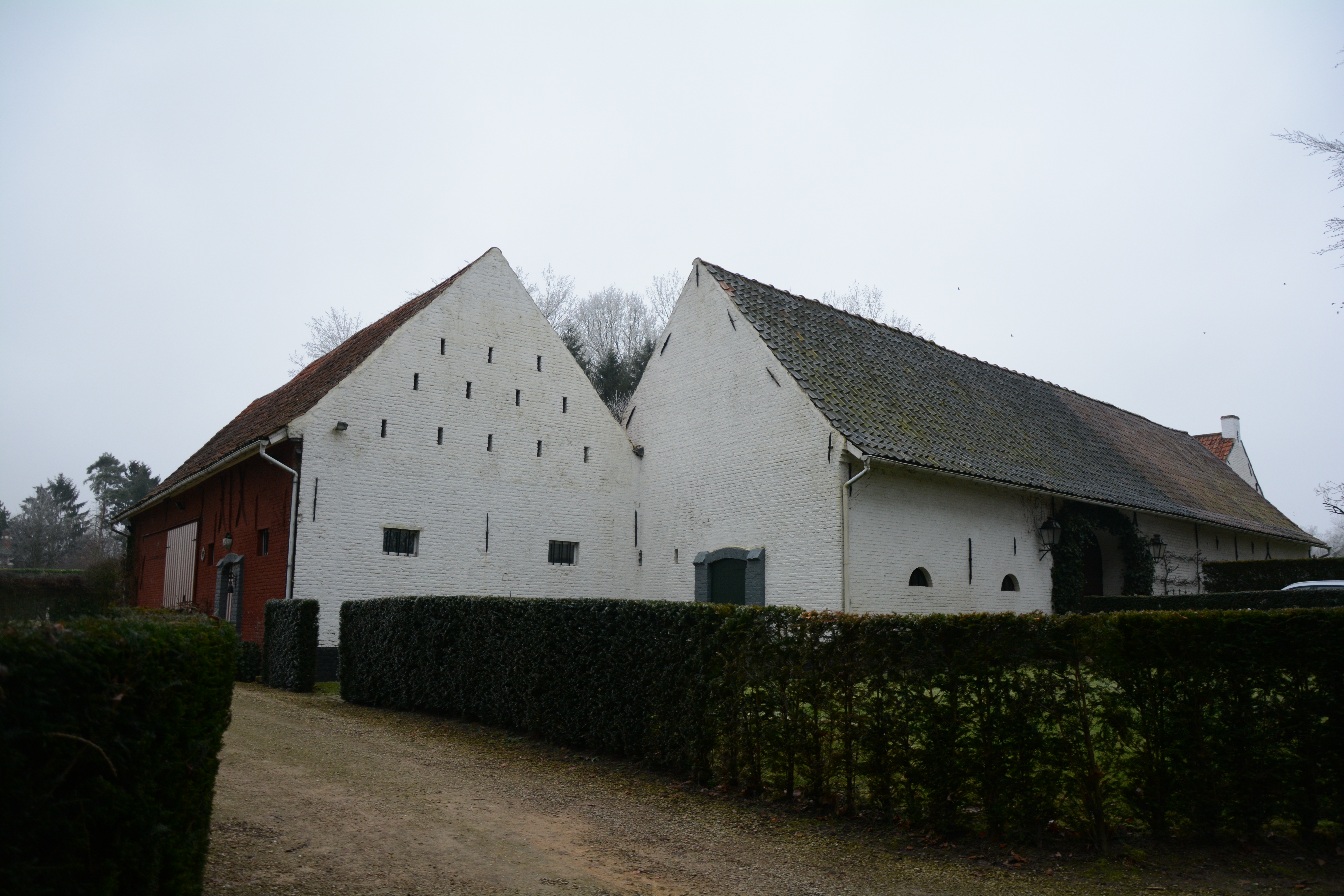
Het Neerhof
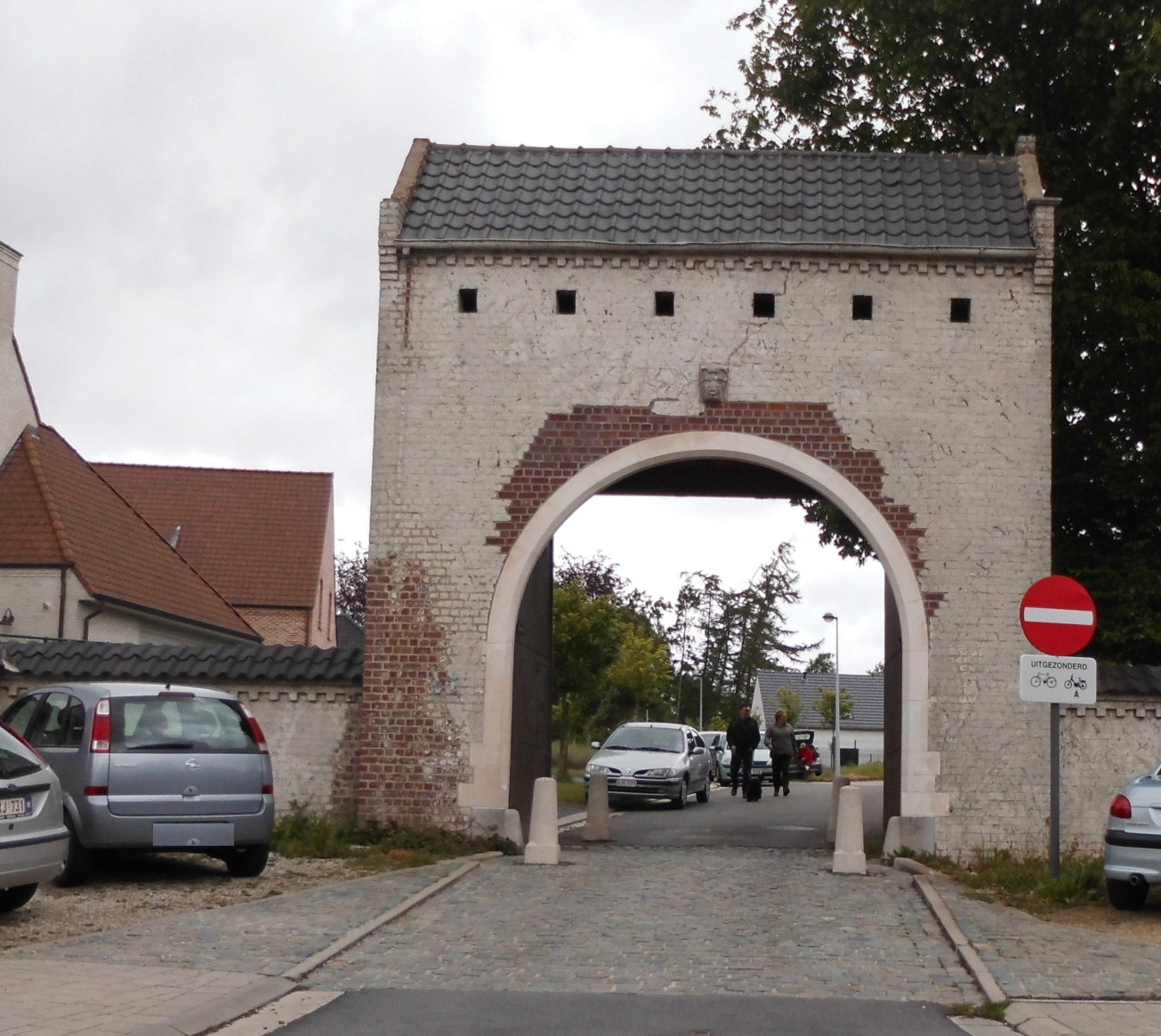
Poortgebouw Landhuis Bronnenweelde

Op het hoofdaltaar vooraan de Sint-Petruskerk pronkt een houten tabernakel in barokstijl. Het stuk is afkomstig uit Noord-Frankrijk en werd waarschijnlijk gered uit een brand, gezien de duidelijk zichtbare sporen achteraan. André De Rouck kocht het in Ninove en schonk het in 1977 aan de kerk. Ter hoogte van de middenbeuk van de kerk bevindt zich nog een gekleurd glasraam van de Heilige Petrus, wat eerder in 1974 ook door De Rouck werd geschonken.
André De Rouck en Christianne Lapouge liggen begraven op de gemeentelijke begraafplaats van Gavere. Hun dochter Noëlla werd bijgezet in het familiegraf na haar overlijden in 2021.

### Adel
Op 24 februari 1987 verkreeg hij op 60-jarige leeftijd, drie weken voor zijn overlijden, vergunning van erfelijke adeldom met de persoonlijke titel van ridder uit handen van koning Boudewijn.
Wapenschild: "schuin gevierendeeld 1. en 4. in keel een vliegende bij van goud 2. en 3. van goud. Het schild getopt met een helm van zilver, gekroond, getralied, gesierd en omboord van goud, gevoerd en gehecht van keel. Dekkleden van keel, gevoerd van goud. Helmteken: een bundel van zes pijlen met de punten naar boven, afwisselend van keel en goud. Wapenspreuk: LUCTA ET LABORE in letters van goud op een lint van keel. Bovendien, voor de verkrijger, het schild getopt met een ridderkroon.”
Beide dochters, Noella en Veronique, kregen per KB op 6 februari 1989 de vergunning om hun naam te wijzigen van "De Rouck" naar "de Rouck Lapouge".